# Dicranota melanoleuca
Dicranota melanoleuca är en tvåvingeart som beskrevs av Alexander 1965. Dicranota melanoleuca ingår i släktet Dicranota och familjen hårögonharkrankar. Inga underarter finns listade i Catalogue of Life.